# Stefan Kühne
Stefan Kühne (* 15. August 1980 in Wiesbaden) ist ein ehemaliger deutscher Fußballspieler und heutiger -trainer. Der Mittelfeldspieler bestritt für Mainz 05 und Carl Zeiss Jena insgesamt 38 Spiele in der 2. Bundesliga.

## Karriere
Stefan Kühne spielte in der Jugend beim SV Biebrich 1919 und der SpVgg Sonnenberg. 1998 wechselte er zum 1. FSV Mainz 05, bei dem er bis 2004 in der zweiten Mannschaft spielte. In der Saison 2003/04 kam er außerdem auf drei Einsätze in der zweiten Bundesliga für das Profiteam.
Zur Saison 2004/05 wechselte er zum Regionalligisten Holstein Kiel, bei dem er bis Dezember 2005 spielte und 32 Ligaspiele bestritt. Von 2006 bis 2008 stand er beim FC Carl Zeiss Jena unter Vertrag, mit dem er 2006 in die 2. Bundesliga aufstieg und in der folgenden Saison den Klassenerhalt erreichte. In der Saison 2008/09 spielte er bei Rot-Weiss Essen, wo er 31 Regionalligaspiele bestritt und fünf Tore erzielte. Ab Juni 2009 trainierte er mit der VDV (Vereinigung der Vertragsfußballspieler) und war vereinslos.
Zum 22. Oktober 2009 kehrte er zu seinem ehemaligen Verein FC Carl Zeiss Jena zurück, bei dem er einen Vertrag bis Sommer 2010 unterschrieb. In der Sommerpause 2010 unterzeichnete er beim Regionalligisten Preußen Münster zunächst einen Einjahresvertrag bis Sommer 2011. Nach dem Meisterschaftsgewinn 2011 und dem Aufstieg in die 3. Liga verlängerte er um weitere zwei Jahre. Zugleich übernahm er auch das Kapitänsamt. Nach der Saison 2013/14 verließ er den SC Preußen und wurde Trainerassistent von Marc Fascher bei Rot-Weiss Essen. Ende März 2015 wurden beide entlassen. In der Saison 2015/16 spielte Kühne für den Südwest-Verbandsligisten Fortuna Mombach. Anschließend trainierte er bis Sommer 2019 nebenberuflich die U19-Mannschaft des SV Wehen Wiesbaden.
Heute arbeitet Kühne bei als Großhandelskaufmann bei einer Spedition am Frankfurter Flughafen und trainiert seit der Saison 2019/20 den Hessenligisten SV Rot-Weiß Hadamar.

### Erfolge
- Südwestpokalsieger mit dem 1. FSV Mainz 05 (2001, 2002, 2003)
- Aufstieg in die Regionalliga mit 1. FSV Mainz 05 A (2003)
- Aufstieg in die Bundesliga mit dem 1. FSV Mainz 05 (2004)
- Aufstieg in die 2. Bundesliga mit dem FC Carl Zeiss Jena (2006)
- Aufstieg in die 3. Liga mit dem SC Preußen Münster (2011)